# Mahmudabad (Iran)
Mahmūdābād (farsi محمودآباد) è il capoluogo dello shahrestān di Mahmudabad, circoscrizione Centrale, nella provincia del Mazandaran in Iran. Aveva, nel 2006, una popolazione di 27.561 abitanti.